# Transducción de señal
La transducción de señal o bien señalización celular ocurre cuando una molécula de señalización del fluido extracelular activa un receptor de superficie de una célula. A su vez, este receptor altera moléculas intracelulares creando una respuesta. Hay dos etapas en este proceso:
1. Una molécula de señalización activa un receptor específico en la membrana celular.
2. Un segundo mensajero transmite la señal hacia la célula, provocando una respuesta fisiológica.

En cualquiera de las etapas, la señal puede ser amplificada. Por lo tanto, una molécula de señalización puede causar muchas respuestas.

## Generalidades
El proceso de transducción de señales afecta a una secuencia de reacciones bioquímicas dentro de la célula que se lleva a cabo a través de enzimas o proteínas unidas a otras sustancias, llamadas segundo mensajero. Cada proceso se realiza en intervalos de tiempo muy pequeños, como milisegundos, o en periodos más largos como algunos segundos.
En muchos procesos de transducción de señales; se implican cada vez más en el evento un número creciente de enzimas, proteínas y substancias desde el inicio del estímulo, el cual parte desde la adhesión de un ligando al receptor de membrana, hasta la activación en el receptor, que convierte el estímulo en respuesta, la cual, dentro de la célula, provoca una cadena de pasos (cascada de señalización o ruta del segundo mensajero) cuyo resultado es la amplificación de la señal, es decir; que un pequeño estímulo provoca una gran respuesta celular. 
Pero más importante que la amplificación de señales, las vías de señalización regulan múltiples funciones celulares: en especial la expresión de genes, o por el contrario la inhibición de estos. Así las células modulan todas sus funciones, desde las más generales: replicación, crecimiento, diferenciación o maduración, apoptosis, etc.; hasta otras funciones más finas: contracción, secreción, meiosis, etc.  
En bacterias y otros organismos unicelulares, los procesos de transducción de señales permiten a las células responder a las influencias del medio ambiente que les rodea. Las células que forman los organismos multicelulares responden a una gran cantidad de estímulos químicos. Unos, como los neurotransmisores, las hormonas y los factores de crecimiento, son producidos por las propias células del organismo y alcanzan a las células diana a través del medio interno. Otros, aunque también alcanzan a las células a través del medio interno proceden del exterior como el oxígeno, un gran número de nutrientes, estímulos olfatorios y gustatorios que generan respuestas específicas en ciertos grupos celulares. 
La gran variedad de señales fisicoquímicas a las que las células pueden responder, haría pensar en una amplia diversidad de mecanismos de transducción de señal. Sin embargo, la evolución ha seleccionado y perfeccionado solo una serie limitada de cadenas de eventos que son capaces de generar la respuesta apropiada a cada estímulo en diferentes tipos celulares. Esta convergencia en unas pocas cadenas de transducción comunes en plantas y animales ocurre en primer lugar en los receptores celulares.
Los receptores celulares presentan en su estructura dos regiones o dominios funcionales bien diferenciados. Uno de reconocimiento o detección de los estímulos, que presenta una diversidad paralela a la de los estímulos, y otro dominio efector que pertenece a unos pocos tipos fundamentales, por lo que la secuencia de eventos que son capaces de iniciar son limitados.
En el extremo final de la cadena de transducción se encuentran las maquinarias celulares responsables de generar las respuestas. Cada tipo celular presenta maquinarias efectoras específicas, de tal forma que las señales generadas en la cascada de transducción de dos o más estímulos, aun siendo idénticos, activa en cada estirpe celular una respuesta distinta y que es definitoria del tipo celular. Por tanto, los rasgos fundamentales de una cascada de transducción en un sistema celular dado, tienen un carácter casi universal, porque los mismos eventos ocurren en gran variedad de sistemas celulares y frente a una gran diversidad de estímulos. Por lo tanto, la detección de estímulos y la respuesta a los mismos en todos los seres vivos, depende dentro de las células de las señales de transducción.
Las señales externas a la célula de diferente naturaleza físico-química producen una regulación de determinados genes en su núcleo celular, por medio de un conjunto de mecanismos que comprenden:
1. La captación de las señales externas en la superficie celular mediante los receptores celulares.
2. La generación y la transmisión intracelular de las señales por medio de interacciones proteína-proteína.
3. La ejecución de la respuesta a través de una modificación de la actividad de los genes.

## Estímulos celulares
El medio que rodea a la célula puede afectarla de muchas maneras diferentes:
- Diferentes tipos de moléculas pueden interactuar con la superficie celular.
- La temperatura del medio puede calentar o enfriar a la célula.
- La radiación electromagnética de diferentes longitudes de onda puede activar a la célula.
- Las células pueden estirarse, acortarse o cargarse eléctricamente como las células musculares y las neuronas.

Las señales de transducción intervienen en el proceso de respuesta celular a cada estímulo. Muchos estímulos afectan a la célula desde el exterior celular e interactúan con la membrana plasmática. Muchas moléculas transmisoras de señal como los neurotransmisores que permiten a las neuronas comunicarse a través de la sinapsis, se unen a los receptores proteicos celulares de la membrana celular y abren canales iónicos.

## Respuestas celulares
Las respuestas desencadenadas por las señales de transducción incluyen la regulación de la expresión genética como la activación de genes, la regulación de una vía metabólica como la producción de energía por medio del metabolismo y la locomoción celular por medio de cambios en el citoesqueleto. 
La activación de genes provoca muchos efectos, desde la expresión de genes en proteínas, muchas de las cuales son enzimas, factores de transcripción u otras proteínas reguladoras de la actividad metabólica. Debido a que los factores de transcripción pueden activar aún más genes, un estímulo inicial puede activar a través de la transducción de señales la expresión de una gama entera de genes y una gran diversidad de eventos fisiológicos. Tal conjunto de activación a menudo se llama programa genético. Un ejemplo de programa genético es la secuencia de eventos que tiene lugar cuando el óvulo es fecundado por un espermatozoide.

## Tipos de señales celulares

### Señales extracelulares
En las señales de transducción normalmente están involucrados la unión de moléculas de señalización extracelulares o ligandos con los receptores celulares situados en la superficie externa de la membrana plasmática y que desencadena los eventos hacia el interior de la célula. Estas sustancias de señalización externa se sitúan en un lugar del receptor y provocan un cambio en la superficie o conformación espacial del mismo; que ocurre cuando la molécula de señalización se une al receptor. Los receptores celulares responden típicamente a una sola molécula específica o ligando con la que tiene afinidad y las moléculas que son incluso solo escasamente diferentes a los ligandos, no suelen tener efecto o actúan a lo más como inhibidores.
Existen muchas moléculas que pueden funcionar como portadoras extracelulares de información. Entre ellas se incluyen:
- Aminoácidos y derivados de aminoácidos. Los ejemplos incluyen glutamato, glicina, acetilcolina (Ach), adrenalina, dopamina, y hormona tiroidea. Estas moléculas actúan como neurotransmisores y hormonas.
- Gases, como NO y CO.
- Los esteroides, que se derivan de colesterol. Las hormonas esteroideas regulan la diferenciación sexual, el embarazo, el metabolismo de los carbohidratos y la excreción de iones sodio y potasio.
- Eicosanoides, son moléculas no polares que contienen 20 carbonos derivados de un ácido graso llamado ácido araquidónico. Los eicosanoides regulan diversos procesos, como el dolor, la inflamación, la presión sanguínea y la coagulación de la sangre. Existen varios fármacos que están disponibles sin prescripción y son empleados para tratar cefaleas e inflamación, estos inhiben la síntesis de eicosanoides.
- Una gran variedad de polipéptidos y proteínas. Algunos de estos se encuentran como proteínas transmembranales en la superficie de una célula que interactúa. Otros son parte de la matriz extracelular o se relacionan con ella. Por último, una gran cantidad de proteínas se excreta hacia el ambiente extracelular, donde participan en la regulación de procesos como la división celular, la diferenciación, la reacción inmunitaria o la muerte y supervivencia de las células.

Aunque no siempre, la mayoría de las veces las moléculas de señalización extracelular se reconocen por receptores específicos que se hallan en la superficie de la célula que responde. Los receptores se unen con gran afinidad con sus moléculas de señalización y traducen esta interacción en la superficie externa de la célula en cambios que ocurren dentro de ella. A continuación se describirán:
- Receptor acoplado a proteínas G (GPCR) son una enorme familia de receptores que contienen siete hélices alfa transmembranales. Estos traducen la unión de moléculas extracelulares de señalización en la activación de proteínas G (proteínas de unión con guanosín trifosfato).
- Las tirosina quinasas receptoras (RTK) representan una segunda clase de receptores que evolucionaron para traducir la presencia de moléculas mensajeras extracelulares en cambios dentro de la célula. La mayoría de las quinasas de proteína transfieren grupos fosfato a residuos de serina o treonina de sus sustratos proteicos, pero como su nombre lo sugiere, las RTK fosforilan residuos de tirosina.
- Los cambios activados por un ligando representan la tercera clase de receptores en la superficie celular que se unen con ligandos extracelulares. La unión con el ligando regula de manera directa la capacidad de estas proteínas de membrana, lo cual afecta la actividad de otras proteínas de membrana, por ejemplo, los canales activados por voltaje. Esta secuencia de fenómenos es la base para la formación de un impulso nervioso. Además, la entrada de ciertos iones, como Ca2++, puede cambiar la actividad de enzimas citoplásmicas particulares.
- Los receptores para hormonas esteroideas funcionan como factores de transcripción regulados por un ligando. Las hormonas esteroideas se difunden a través de la membrana plasmática y se unen con receptores, los cuales están en el citoplasma. La unión con la hormona induce un cambio en la conformación, esto provoca que el complejo hormona-receptor se mueva hacia el núcleo y se una con elementos presentes en los promotores o intensificadores de los genes de respuesta hormonal. Esta interacción da origen a un aumento o descenso del ritmo de transcripción genética.
- Por último, hay varios tipos de receptores que actúan por mecanismos únicos. Algunos de estos receptores, como los receptores de las células B y células T que participan en la reacción a los antígenos extraños, se relacionan con moléculas de señalización conocidas como quinasas citoplásmicas de proteína-tirosina. Para otros aún se desconoce el mecanismo de transducción de señal.

### Señales intracelulares
A menudo, pero no siempre, los eventos intracelulares activados por las señales externas son considerados desde el punto de vista de transducción en sí mismo, el cual en sentido estricto se refiere solo al paso que convierte la señal extracelular en señal intracelular.
Las moléculas de señalización intracelular en células eucariotas incluyen proteínas G heterotriméricas, pequeñas GTP-asas, nucleótidos cíclicos como AMP cíclico (AMPc) y GMP cíclico (GMPc), ion calcio, derivados fosfoinositoles como fosfatidilinositol 4,5-bifosfato (PIP2), diacilglicerol (DAG) e inositoltrifosfato (IP3) y varias proteínas quinasas y fosfatasas. Algunas de estas sustancias también se llaman segundos mensajeros.

### Señales intercelulares
La comunicación intercelular está unida a señales extracelulares y esto ocurre en organismos complejos que están formados por muchas células. En el campo de la endocrinología que estudia la señalización intercelular en animales, la señalización intercelular está subdividida en los siguientes tipos:
- Señalización endócrina: Las hormonas son producidas por células del sistema endocrino y circulan por el torrente sanguíneo hasta alcanzar todos los lugares del cuerpo. Es de respuesta lenta, larga duración y actúa a distancia.
- Señalización paracrina Solo actúan sobre células diana que se encuentran en la vecindad de las células emisoras, como por ejemplo los neurotransmisores. respuesta local
- Señalización autocrina Afecta a la misma célula que secretó la sustancia, como una molécula u hormona. A células que son del mismo tipo celular como las células emisoras. Un ejemplo de señales autocrinas se encuentra en las células del sistema inmune.
- Señales yuxtacrinas: Son transmitidas a lo largo de la membrana celular a través de proteínas o lípidos que integran la membrana celular y son capaces de afectar tanto a la célula emisora como a las células inmediatamente adyacentes.[cita requerida]

#### Hormonas
La mayoría de las moléculas que permiten la señalización entre células o tejidos dentro de un animal o planta son conocidas como hormonas. La iniciación de la transducción de señales hormonales presenta los siguientes pasos:
1. Biosíntesis de la hormona.
2. Almacenamiento y secreción de la hormona.
3. Transporte de la hormona hacia la célula diana.
4. Reconocimiento de la hormona por el receptor proteico, provocando un cambio conformacional del mismo.
5. Puesta en marcha y amplificación de la señal que provoca reacciones bioquímicas definidas dentro de la célula diana. La reacción de las células diana puede volver a causar una señal en la célula productora de la hormona que provoca la disminución de la producción de la hormona.
6. Retirada de la hormona.

Las hormonas y otras moléculas de señalización pueden salir de la célula emisora por medio de exocitosis u otras formas de transporte de membrana. La célula emisora es típicamente un tipo especializado de célula. Estos receptores pueden ser de un tipo o de varios, como en el caso de la insulina, la cual ejerce diversos efectos sistémicos.
Las señales hormonales son elaboradas y difíciles de aclarar. Una célula puede tener varios receptores diferentes que reconocen la misma hormona, pero que activan diferentes vías de señal de transducción. Los diferentes tipos de tejidos pueden responder diferentemente al mismo estímulo hormonal. Existen dos tipos de receptores hormonales: los receptores asociados a membrana y los intracelulares o receptores citoplasmáticos.

## Tipos de receptores celulares

### Receptores transmembrana
Los receptores transmembrana son proteínas que se extienden por todo el espesor de la membrana plasmática de la célula, con un extremo del receptor fuera de la célula (dominio extracelular) y otro extremo del receptor dentro (dominio intracelular). Cuando el dominio extracelular reconoce a una hormona, la totalidad del receptor sufre un cambio en su conformación estructural que afecta a dominio intracelular, confiriéndole una nueva acción. En este caso, la hormona no atraviesa ella misma la membrana plasmática para penetrar en la célula. Aunque un receptor sencillo puede transducir alguna señal tras la unión del ligando, lo más frecuente es que la unión del ligando provoque la asociación de varias moléculas receptoras.

#### Reconocimiento de la hormona por los receptores transmembrana
El reconocimiento de la estructura química de una hormona por el receptor de la hormona utiliza los mismos mecanismos de enlace no covalente como los puentes de hidrógeno, fuerzas electrostáticas, fuerzas hidrófobas y de Van der Waals. La equivalencia entre la unión hormona-receptor y la hormona libre es igual a: 
[H] + [R] <-> [HR], con
{\displaystyle K_{d}={{[H]*[R]} \over {[HR]}}}

[R]=receptor; [H]=hormona libre; [HR]=receptor unido a la hormona 
Lo importante de la fuerza de la señal transmitida por el receptor es la concentración de complejos hormona-receptor, que es definida por la afinidad que existe entre la hormona con su receptor, por la concentración de la hormona y por la concentración del receptor. La concentración de hormona circulante es el punto principal de la fuerza de la señal, siempre que los otros dos valores sean constantes. En reacciones rápidas, la producción de hormonas por las células puede almacenarse en forma de prohormonas, y rápidamente transformarse y liberarse cuando sea necesario.
También la célula puede modificar la sensibilidad del receptor, por ejemplo por la fosforilación. También por la variación del número de receptores que pueden modificar la fuerza total de señalización en el interior de la célula.

#### Transducción de señales por cambios estructurales de los receptores transmembrana
La transducción de señales a través de la membrana plasmática es posible solo si muchos componentes cooperan juntos. Primero, el receptor tiene que reconocer la hormona con su dominio extracelular, después activar a otras proteínas situadas en el citosol por medio de su dominio citoplasmático, gracias a un cambio de conformación proteico. Las proteínas efectoras activadas normalmente están situadas en contacto con la membrana plasmática, o están ancladas a la membrana por medio de lípidos de membrana. Por medio de una modificación postraduccional como miristilación, pamitorilación, farnesilación, geranilación y unión a glucosil-fosfatidilinositol, muchas proteínas asociadas a membrana pueden ser activadas por turnos o estar juntas formando un complejo multiproteico que finalmente envía la señal por medio de moléculas solubles al interior de la célula.

##### Receptores con actividad tirosina quinasa intrínseca
Dentro de este grupo están los receptores de la mayor parte de los factores de crecimiento, como EGF, TGF-alfa, HGF, PDGF, VEGF, FGF, y el receptor de la insulina. Los receptores de esta familia tienen un dominio extracelular de unión al ligando, un dominio transmembrana, y un dominio intracelular con actividad tirosina quinasa intrínseca. Cuando se une el ligando, el receptor se dimeriza, lo que induce la autofosforilación de las tirosinas del dominio intracelular y activa la tirosina quinasa, que fosforila (y por tanto activa) muchas moléculas efectoras en cascada, de forma directa o mediante proteínas adaptadoras. Estos receptores pueden activar cascadas de señalización diferentes, como por ejemplo:
- La cascada de las MAP quinasas (por mitogen-activated protein), con activación de la proteína de unión a GTP denominada Ras, y síntesis y activación de factores de transcripción como FOS y JUN, que estimulan la producción de nuevos factores de crecimiento, de receptores para dichos factores y de proteínas que controlan la entrada de la célula en el ciclo celular.
- La cascada de la PI3K (fosfoinositol 3-quinasa), que activa la quinasa Akt, implicada en proliferación celular y supervivencia celular por inhibición de apoptosis.

En muchos tipos de cáncer se han detectado alteraciones en la actividad tirosina quinasa del receptor y mutaciones, por lo que estas moléculas son dianas terapéuticas muy importantes.

##### Receptores que carecen de actividad intrínseca y reclutan quinasas
En este grupo se incluyen los receptores de muchas citoquinas, como IL-2, IL-3, interferón α, β y γ, eritropoyetina (EPO), hormona del crecimiento y prolactina. La transmisión de la señal de estos receptores provoca la activación de miembros de la familia de quinasas denominadas JAK (Janus quinasas). Estas quinasas activan factores de transcripción citoplásmicos llamados STATs (por signal transducers and activation of transcription), que se translocan al núcleo y activan la transcripción de genes específicos. En otros casos, estos receptores activan la cascada de las MAP-quinasas.

##### Receptores asociados a proteínas G
En este caso, la transducción de la señal se realiza a través de unos receptores  que constan de 7 hélices transmembrana acoplados a proteínas triméricas (subunidades α, β y γ) de unión a GTP (proteínas G), y constituyen la mayor familia de proteínas receptoras (1 % del genoma humano en el calcio cinfonomerico adenino). Hay un gran número de ligandos que utilizan estos receptores, como las quimiokinas, vasopresina, serotonina, histamina, adrenalina, noradrenalina, calcitonina, glucagón y hormona paratiroidea, entre otros. Muchos fármacos comunes tienen como diana estos receptores. La unión del ligando provoca cambio de conformación y activación del receptor, que interacciona continuamente con tantas proteínas G como pueda durante todo el tiempo que tiene unido el ligando, haciendo que estas intercambien el GDP por GTP en la subunidad α, permitiendo así la disociación de la proteína en sus dos componentes activos: el complejo α-GTP y el complejo β-γ, ambos con actividad reguladora. En algunos casos, esta vía de señalización incluye AMPc como segundo mensajero y también al IP3 y al Ca2+.

#### Transducción de señales de receptores transmembrana que son canales iónicos
Un canal iónico activado por un ligando puede reconocer otras moléculas, y después de sufrir un cambio estructural se abre un canal en la membrana plasmática a través del cual pueden pasar determinados iones. Estos iones son los que transmiten la señal. Un ejemplo de este mecanismo se encuentra en las células que reciben señales por medio de sinapsis.

#### Transducción de señales de receptores transmembrana que cambian el potencial transmembrana
Un canal iónico puede también abrirse cuando el receptor es activado por un cambio del potencial celular, que es la diferencia de carga eléctrica que existe entre ambos lados de la membrana plasmática. Si ese cambio ocurriera, el canal iónico del receptor puede abrirse y permitir que los iones pasen a través del canal. En las neuronas, este mecanismo es el fundamento del impulso del potencial de acción que se desplaza a lo largo de las mismas.
El AMPc está involucrado en el mecanismo de acción y en procesos de transducción de la señal de múltiples moléculas como son hormonas, neurotransmisores, citocinas y factores de crecimiento.

### Receptores nucleares
Los receptores nucleares o citoplasmáticos son proteínas solubles localizadas en el citoplasma o en el núcleo celular. La hormona que pasa a través de la membrana plasmática, normalmente por difusión pasiva, alcanza el receptor e inicia la cascada de señales. Los receptores nucleares son activadores de la transcripción activados por ligandos, que se transportan con el ligando u hormona, que pasan a través de la envoltura nuclear al interior del núcleo celular y activan la transcripción de ciertos genes y por lo tanto la producción de una proteína.
Los ligandos típicos de los receptores nucleares son hormonas lipofílicas como las hormonas esteroideas, por ejemplo la testosterona, la progesterona y el cortisol, derivados de la vitamina A y vitamina D. Estas hormonas desempeñan una función muy importante en la regulación del metabolismo, en las funciones de muchos órganos, en el proceso de desarrollo y crecimiento de los organismos y en la diferenciación celular. La importancia de la fuerza de la señal es la concentración de hormona, que está regulada por:
- Biosíntesis y secreción de hormonas por los órganos endocrinos: Por ejemplo el hipotálamo recibe información, tanto eléctrica como bioquímica. El hipotálamo produce factores liberadores de hormonas que actúan sobre la hipófisis y activa la producción de hormonas hipofisarias, las cuales activan los órganos endocrinos que finalmente producen las hormonas para los tejidos diana. Este sistema jerarquizado permite la amplificación de la señal original que procede del hipotálamo. La liberación de hormonas enlentece la producción de estas hormonas por medio de una inhibición reactiva (feedback), para evitar una producción aumentada.
- Disponibilidad de la hormona en el citoplasma: Muchas hormonas pueden ser convertidas en formas de depósito por la célula diana para su posterior uso. Este reduce la cantidad de hormona disponible.
- Modificación de las hormonas en el tejido diana: Algunas hormonas pueden ser modificadas por la célula diana, de modo que no activan el receptor hormonal y así reducen la cantidad de hormonas disponibles.

Los receptores nucleares que son activados por hormonas activan receptores específicos del ADN llamados elementos sensibles a hormonas (HREs, del inglés Hormone Responsive Elements), que son secuencias de ADN que están situados en la región promotora de los genes que son activados por el complejo hormona receptor. Como este complejo activa la transcripción de determinados genes, estas hormonas también se llaman inductores de la expresión genética. La activación de la transcripción de genes es mucho más lenta que las señales que directamente afectan a proteínas ya existentes. Como consecuencia, los efectos de hormonas que se unen a receptores nucleares se producen a largo plazo. Sin embargo la señal de transducción a través de receptores solubles afecta solo a algunas proteínas. Los detalles de la regulación genética todavía no son del todo conocidos. Todos los receptores nucleares tienen una estructura modular similar:
N-AAAABBBBCCCCDDDDEEEEFFFF-C
donde CCCC es el dominio de unión al ADN que contiene dedos de zinc, EEEE es el dominio de unión al ligando. El último es también responsable de la dimerización de la mayoría de los receptores nucleares más importantes que se unen al ADN. Como tercera función, contienen elementos estructurales que son responsables de la transactivación, usada para la comunicación con el aparato de la traducción o síntesis de proteínas. Los dedos de zinc en el dominio que se une el ADN, estabiliza la unión con el ADN por medio de contactos con fosfatos del esqueleto del ADN. Las secuencias de ADN que hacen juego con el receptor son normalmente repetición hexaméricas, tanto invertidas como evertidas. Las secuencias son bastante parecidas, pero su orientación y distancia son los parámetros por los que los dominios que se unen al ADN de los receptores pueden diferenciarse.

#### Receptores esteroideos
Los receptores esteroideos son un subtipo de receptores nucleares localizados permanentemente en el citoplasma. En ausencia de hormona esteroidea, los receptores están unidos en un complejo denominado complejo aporreceptor, que contiene proteínas chaperonas o carabina, también conocidas como proteínas de choque térmico o de calor (HSPs del inglés Heat Shock Proteins). Las HSPs son necesarias en la activación del receptor porque ayuda a cambiar su conformación que le permite unirse a la secuencia de bases del ADN.
Los receptores esteroides también pueden tener un efecto represivo sobre la expresión genética cuando el dominio de transactivación esté escondido, por lo que no se puede activar la transcripción. Además la actividad del receptor esteroideo puede ser aumentada por la fosforilación de residuos de serina en su N-terminal, como resultado de otras formas de señal de transducción, por ejemplo como por un factor de crecimiento. Este comportamiento es llamado
crosstalk.

#### RXS y receptores huérfanos
Estos receptores moleculares pueden ser activados por:
- Una hormona clásica que entra en la célula por difusión.
- Una hormona que fue sintetizada en la célula, como por ejemplo retinol, de un precursor o prohormona, que puede ser transportada hacia la célula a través del torrente sanguíneo.
- Una hormona que fue completamente sintetizada en el interior de la célula por ejemplo, las prostaglandinas.

Estos receptores están localizados en el núcleo y no están acompañados de proteínas carabina. En ausencia de hormona, se une a su secuencia específica de ADN inactivando un gen. Cuando se activan por las hormonas, se activa la transcripción de genes que estaban reprimidos.

## Amplificación de la señal
Un principio de la transducción de señales es la amplificación de la señal. Por ejemplo la unión de una o de algunas moléculas neurotransmisores pueden activar la entrada de millones de iones en la neurona. La unión de una o varias hormonas puede inducir una reacción enzimática que afecta a muchas rutas metabólicas y a muchos sustratos. La amplificación puede ocurrir en muchos puntos de la ruta de la señal de transducción.

### Amplificación de señal del receptor transmembrana hormonal
Un receptor que ha sido activado por una hormona puede activar muchas proteínas efectoras intracitoplasmáticas (corriente abajo). Por ejemplo, una molécula de rodopsina, en la membrana plasmática de una célula de la retina del ojo, que ha sido activada por un fotón, puede activar hasta 2000 moléculas efectoras, en este caso transducina, por segundo. La fuerza total de la amplificación de la señal por un receptor está determinada por:
1. La vida media del complejo hormona-receptor: El complejo hormona receptor más estable es el que menos probablemente se disocie en hormona y receptor; cuanto más tiempo el receptor permanezca activo, más proteínas efectoras pueden activarse.
2. La acumulación y vida media del complejo proteína efectora y receptor. La mayoría de las proteínas efectoras están disponibles para ser activadas por el receptor y cuanto más rápido las proteína efectora activada pueda disociarse del receptor, más proteínas efectoras pueden ser activadas en el mismo período de tiempo.
3. Desactivación del receptor activado: Un receptor que está ocupado por un complejo hormona-receptor puede ser desactivado, tanto por modificación covalente, por ejemplo fosforilación como por internalización por medio de ubiquitinas.

## Transducción de señal intracelular
La señal de transducción intracelular es llevada a cabo en su mayor parte por moléculas de segundos mensajeros. La señal se une a un receptor dependiente de proteína Gq.

### Calcio como segundo mensajero
El calcio actúa como una molécula de señal dentro de la célula. Cuando el calcio es liberado por el IP3 que abre canales de calcio (es importante tener en cuenta que el IP3 no es un segundo mensajero) y por lo tanto es activo y junto con el diacilglicerol activan proteínas quinasas C, actúa en un espacio muy limitado de tiempo. Por lo tanto la concentración de ion calcio dentro de la célula es muy bajo normalmente. El calcio está almacenado dentro de orgánulos, normalmente en el retículo endoplásmico o retículo sarcoplásmico en las células musculares, donde está rodeado de moléculas parecidas a la calreticulina.
- El receptor InsP3 puede transportar calcio a través de la interacción con inositoltrifosfato en la cara citoplasmática. Está formado por cuatro subunidades idénticas.
- El receptor de rianodín, llamado así por el alcaloide vegetal rianodín, es similar al receptor del insP3 y estimula el transporte del calcio al interior del citoplasma por el reconocimiento del calcio en lugares citosólicos, de este modo se establece un mecanismo de retroalimentación, en el que una pequeña cantidad de calcio en el citosol cerca del receptor, puede provocar la liberación de más calcio. Esto es especialmente importante en neuronas y células musculares. En las células del corazón y del páncreas otro segundo mensajero, el ADP cíclico de ribosa, forma parte de la activación del receptor.

La localización y el tiempo limitado del calcio en el citoplasma se llama ola de calcio. La formación de la oleada es debida a:
1. El mecanismo de retroalimentación positiva (feedback) del receptor rianodín.
2. La activación de fosfolipasa por el calcio, el cual estimula la producción de inositol trifosfato que vuelve a activar al receptor InsP3.

#### Función del calcio
El calcio está implicado en múltiples procesos como la contracción muscular, la liberación de neurotransmisores desde las terminaciones nerviosas, la visión en las células de la retina, proliferación, secreción, funcionamiento del citoesqueleto, movimiento celular, expresión genética y metabolismo. Existen diferentes rutas por las que el calcio interviene como:
1. Regulación de Proteínas G.
2. Regulación de los receptores de tirosina quinasa.
3. Regulación de canales iónicos.

Existen dos caminos diferentes en los que el calcio puede regular proteínas:
1. Reconocimiento directo del calcio por la proteína.
2. Unión del calcio al centro activo de una enzima.

Una de las interacciones mejor estudiadas del calcio con las proteínas es la regulación de la calmodulina por el calcio. La calmodulina por sí misma regula otras proteínas, o forma parte de grandes proteínas como por ejemplo la fosforilasa quinasa. El complejo calcio-calmodulina ejerce una función importante en la proliferación, mitosis y transducción de señal neuronal.

### Óxido nítrico como segundo mensajero
El gas óxido nítrico es un radical libre que difunde a través de la membrana plasmática y afecta a las células vecinas. El NO se forma a partir de la arginina y el oxígeno por la enzima óxido nítrico sintasa, con citrulina como producto. El NO funciona principalmente a través de receptores diana, la enzima soluble guanilato ciclasa, que cuando se activa produce el segundo mensajero guanosín monofosfato cíclico (GMPc). El NO también puede actuar a través de la modificación covalente de proteínas o de su cofactor metálico. Algunas de estas modificaciones son reversibles y actúan a través de mecanismos de oxidación-reducción. En altas concentraciones el NO es tóxico, y se piensa que es el responsable de algunas lesiones después de un infarto. El NO realiza tres funciones principales:
1. Relajación de los vasos sanguíneos.
2. Regulación de la exocitosis de neurotransmisores.
3. Respuesta celular inmune.